# 我們是獎金收益團
《我們是獎金收益團》（日语：俺たち賞金稼ぎ団）是東映於2014年5月10日上映的電影。

## 概要
《我們是獎金收益團》是東映「TOEI HERO NEXT」系列中第四部作品，是由《獸電戰隊強龍者》6位戰隊成員主演，同時亦由多位歷代超級戰隊的成員客串演出。劇情是設定在獸電戰隊強龍者TV本篇最終話中的連動故事，也就是是在強龍者與亡領軍戰鬥的同時，在市井之中發生的事。

## 登場角色
- 赤井達也[1]- 龍星涼《獸電戰隊強龍者》
- 黒田賢[1] - 齊藤秀翼《獸電戰隊強龍者》
- 青木純蔵[2] - 金城大和《獸電戰隊強龍者》
- 緑慎太郎[1] - 塩野瑛久《獸電戰隊強龍者》
- 桜川カオリ[1] - 今野鮎莉《獸電戰隊強龍者》
- 金原寿朗[1] - 丸山敦史《獸電戰隊強龍者》
- 安藤リコ[1] - 杉本有美《炎神戰隊轟音者》
- 堂島ワタル[3] - 山田裕貴《海賊戰隊豪快者》
- 安藤さおり - 齊藤麗《百獸戰隊牙吠連者》
- 馬場昭一郎[1] - 榊英雄《特命戰隊Go Busters》
- 米良麗子[1] - 平田裕香《獸拳戰隊激氣連者》
- 針本健太[1] - 山本康平《忍風戰隊破裏劍者》
- 澤村蓮治朗 / ヘルズフェイス[1] - 相馬圭祐《侍戰隊真劍者》
- 後場妙子[1] - 小宮有紗《特命戰隊Go Busters》
- 恩田剛[1] - 海老澤健次《炎神戰隊轟音者》
- 風間静香[1] - 山崎真實《轟轟戰隊冒險者》
- 出掛井啓太[1] - 伊藤陽佑《特搜戰隊刑事連者》
- 赤井辰秀[1] - 山下真司《獸電戰隊強龍者》
- 諸田敏[1]
- 島津健太郎[1]《獸電戰隊強龍者》
- 清家利一[1]
- 下園愛弓[1]

## 工作人員
- 導演：坂本浩一
- 劇本：酒井善史
- 劇本監修：上田誠
- 音樂：三澤康広
- 攝影：百瀬修司

## 備註
1. 1 2 3 4 5 6 7 8 9 10 11 12 13 14 15 16 17 18 19  .   [2014-03-05]. （原始内容存档于2019-12-31）.
2. ↑  .   [2014-03-05]. （原始内容存档于2020-05-23）.
3. ↑  《俺たち賞金稼ぎ団》 （页面存档备份，存于）山田裕貴官方部落格「Trust yourself」,2014年2月28日

## 外部連結
- 日本官方網站